# Comuna Murovanne, Sokal
Murovanne (în ucraineană Мурованне) este o comună în raionul Sokal, regiunea Liov, Ucraina, formată din satele Murovanne (reședința), Sebeciv și Verbove.

## Demografie
Componența lingvistică a comunei Murovanne
     Ucraineană (99,61%)
     Alte limbi (0,25%)
Conform recensământului din 2001, majoritatea populației comunei Murovanne era vorbitoare de ucraineană (99,61%), existând în minoritate și vorbitori de alte limbi.